# Stenellipsis grata
Stenellipsis grata es una especie de escarabajo longicornio del género Stenellipsis, tribu Acanthocinini, subfamilia Lamiinae. Fue descrita científicamente por Broun en 1880.

## Descripción
Mide 6-7,8 milímetros de longitud.

## Distribución
Se distribuye por Nueva Caledonia.